# Pheidole innupta
Pheidole innupta är en myrart som beskrevs av Menozzi 1931. Pheidole innupta ingår i släktet Pheidole och familjen myror. Inga underarter finns listade i Catalogue of Life.